# Конска мелница
Конската мелница е машина, използваща конско задвижване, като един или повече коне се впрягат и обикалят около централна ос, която задвижват.
В миналото такива съоръжения са използвани най-често като мелници за зърно или за изпомпване на вода. Най-ранните сведения за използването им са от Древен Картаген през IV век пр. Хр., като те може би се появяват първо в картагенска Сардиния.